# Fontana Morella
Il Rione Fontana Morella è uno degli otto Rioni in cui è suddivisa l'area urbana della città di Cerveteri. 

## Territorio
Occupa una parte del territorio che in passato fu del Rione Case Sparse, che occupava l'intera parte bassa di Cerveteri prima dell'espansione urbanistica, dopo la quale è stato soppresso, e il cui territorio è stato suddiviso, durante la riorganizzazione dei Rioni, tra Fornace, Madonna dei Canneti, Tyrsenia e, appunto, Fontana Morella. 
Il territorio attuale comprende la parte attorno l'omonima via, dalla biforcazione con via Settevene-Palo fino al ponte sul Fosso del Marmo, gran parte della zona di Colle dell'Asino, e la parte di Viale Manzoni da largo Guido Rossa all'incrocio con via Bonaventura. 
Confina con la Fornace, Madonna dei Canneti, Tyrsenia, e la zona rurale di Zambra.

## Colori e simboli
I colori del Rione sono il verde e il rosso. I suoi simboli sono il fontanile che si trovava in un campo adiacente al Fosso del Marmo, oggi al limitare degli attuali confini, che veniva chiamata Fontana Ficona per una pianta di fico secolare che si trovava nei suoi pressi (il "Campo di Fontana Ficona" è citato nel Catasto Gregoriano del 1818). Insieme ad essa vi sono i cavalli morelli, che pascolavano nel campo occupato dal fontanile e che ne determinarono poi il nome moderno. Recentemente nello stemma è stato inserito un grappolo d'uva per celebrare la Sagra dell'uva e del vino dei colli ceriti dove tutti i rioni di Cerveteri partecipano alla tradizionale sfilata dei carri allegorici.